# Буков, Иван Яковлевич
Иван Яковлевич Буков — машинист тепловозного депо Верхний Баскунчак Приволжской железной дороги, Герой Социалистического Труда.

## Биография
Родился в 1925 году в деревне Берёзовка. Член КПСС.
Участник Великой Отечественной войны. В 1947—1992 гг. — кочегар паровоза, помощник машиниста паровоза в локомотивном депо станции Саратов-2, машинист локомотивного депо в Ахтубинском районе Астраханской области, машинист тепловозного депо Верхний Баскунчак Приволжской железной дороги, инструктор районного комитета профсоюза работников железнодорожного транспорта Астраханского отделения Приволжской железной дороги.
Указом Президиума Верховного Совета СССР от 1 августа 1959 года присвоено звание Героя Социалистического Труда с вручением ордена Ленина и золотой медали «Серп и Молот».
Избирался депутатом Верховного Совета РСФСР 6-го созыва.
Жил в Астрахани.